# 8895 Nha
8895 Nha eller 1995 QN är en asteroid i huvudbältet som upptäcktes den 21 augusti 1995 av den japanska astronomen Kazuro Watanabe vid JCPM Sapporo. Den är uppkallad efter Nha Il-Seong.
Asteroiden har en diameter på ungefär 4 kilometer.